# Ioannis Zelepos
Ioannis Zelepos (griechisch Ιωάννης Ζελεπός, * 1967 in Hamburg) ist ein griechischer Historiker und Neogräzist.

## Leben
Zelepos studierte von 1988 bis 1995 Geschichte, Byzantinistik und Neugriechische Philologie an den Universitäten Thessaloniki und Hamburg. Das Studium schloss er mit einer Magisterarbeit über den Erzbischof Makarios III. und die Vereinigung Zyperns mit Griechenland ab. Neben einer Tätigkeit als Sprachlehrer und freier Übersetzer erstellte er in einem Promotionsstudium an den Universitäten Hamburg, Berlin und Athen eine Dissertation über die griechische Identitätsbildung im Rahmen der Megali Idea, mit der er im Jahr 2000 an der Freien Universität Berlin in Osteuropäischer Geschichte promoviert wurde. Im Anschluss war Zelepos als Referent für Öffentlichkeitsarbeit am Griechischen Generalkonsulat in Hamburg (2000–2005), dann als Universitätsassistent (2005–2010) am Institut für Byzantinistik und Neogräzistik der Universität Wien tätig, an der er 2011 für Südosteuropäische Geschichte und Neogräzistik habilitiert wurde. Er ist Mitglied der Forschungsplattform Wiener Osteuropaforum der Universität Wien. 2011/12 arbeitete er als Lehrbeauftragter an der Universität Regensburg und von 2012 bis 2015 als Professor für Neogräzistik an der Ludwig-Maximilians-Universität München, wo er von 2015 bis 2019 ein DFG-Forschungsprojekt zu Multikonfessionalität im venezianischen und osmanischen Herrschaftsraum während der Frühneuzeit bearbeitete. Seit 2020 bearbeitet er am Zentrum für Mittelmeerstudien der Ruhr-Universität Bochum ein DFG-Forschungsprojekt zum griechischen Unabhängigkeitskrieg von 1821.
Seine Forschungsschwerpunkte sind die Geschichte Griechenlands und Zyperns im 19. und 20. Jh., die griechische Popularkultur (Rebetiko) im 20. Jh., die Nationalismusforschung, die südosteuropäische Aufklärung im 18. Jh., die Orthodoxe Kirche im Osmanischen Reich (insbesondere die Kollyvadenbewegung) und religiöse Kulturen im frühneuzeitlichen Südosteuropa.

## Schriften
Monographien
- Erzbischof Makarios III. von Zypern und die ‚Enosis‘. Kontinuität und Wandel in der Politik der Vereinigung Zyperns mit Griechenland von 1950 bis 1974. Magisterarbeit. Hamburg 1994.
- Die Ethnisierung griechischer Identität 1870–1912. Staat und private Akteure vor dem Hintergrund der ‚Megali Idea‘. (= Südosteuropäische Arbeiten. Band 113). Dissertation. Oldenbourg, München 2002. Auszüge online
- Rebetiko. Die Karriere einer Subkultur. Romiosini, Köln 2001.
- Die Kollyvadenbewegung. Zu den Auseinandersetzungen um Tradition, Aufklärung und Identität im osmanisch-orthodoxen Kommunikationsraum 1750–1820. (= Balkanologische Veröffentlichungen. Band 56). Habilitationsschrift. Harrassowitz, Wiesbaden 2012.
- Kleine Geschichte Griechenlands. Von der Staatsgründung bis heute. C.H. Beck, München 2014. ISBN 978-3-406-65343-8

Herausgeberschaften
- Maria A. Stassinopoulou, Ioannis Zelepos (Hrsg.): Griechische Kultur in Südosteuropa in der Neuzeit. Beiträge zum Symposium in memoriam Gunnar Hering (Wien, 16.–18. Dezember 2004). (= Byzantina et Neograeca Vindobonensia. Band XXVI). ÖAW, Wien 2008.
- Ulrike Tischler, Ioannis Zelepos (Hrsg.): Bilderwelten – Weltbilder. Die Gegenwart der Vergangenheit in postosmanischen Metropolen Südosteuropas. Peter Lang, Frankfurt am Main 2010.
- Maria Oikonomou, Maria A. Stassinopoulou, Ioannis Zelepos (Hrsg.): Griechische Dimensionen südosteuropäischer Kultur seit dem 18. Jahrhundert. Verortung, Bewegung, Grenzüberschreitung. (= Studien zur Geschichte Südosteuropas. Band 17). Peter Lang, Frankfurt am Main 2011.
- Klaus Roth, Ioannis Zelepos (Hrsg.): Klientelismus in Südosteuropa. (= Südosteuropa-Jahrbuch. Nr. 43). Frankfurt am Main 2017 (54. Internationale Hochschulwoche der Südosteuropa-Gesellschaft in Tutzing 5. – 9. Oktober 2015).
- Hans-Christian Maner, Ioannis Zelepos (Hrsg.): Antike und Byzanz als historisches Erbe in Südosteuropa (19.–21. Jahrhundert) (= Südosteuropa-Jahrbuch. Nr. 45). Frankfurt am Main 2019.

Artikel
- Die Insel Ikaria vom Juli bis November 1912. Der Aufstand gegen die osmanische Herrschaft und der „Freistaat Ikaria“ bis zur Vereinigung mit Griechenland. In: Ioannis Vassis, Günther S. Henrich, Diether R. Reinsch (Hrsg.): Lesarten. Festschrift für Athanasios Kambylis zum 70. Geburtstag. de Gruyter, Berlin u. a. 1998, ISBN 3-11-015894-9, S. 338–350.
- ‚Phoenix ohne Asche’. Konstantinos Paparrigopoulos und die Entstehung einer griechischen Nationalhistoriographie im 19. Jahrhundert. In: Markus Krzoska, Hans-Christian Maner (Hrsg.): Beruf und Berufung. Geschichtswissenschaft und Nationsbildung in Ostmittel- und Südosteuropa im 19. und 20. Jahrhundert. (= Studien zur Geschichte, Kultur und Gesellschaft Südosteuropas. Band 4). LIT, Münster 2005.
- Amateurs as nation builders? On the significance of associations for the formation and nationalization of the greek society in the 19th century. In: Hannes Grandits, Natalie Clayer, Robert Pichler (Hrsg.): Conflicting Loyalties in the Balkans. The Great Powers, the Ottoman Empire and Nation Building. Tauris, London 2011.
- Im Südosten nichts Neues? Ein historischer Blick auf die griechische Finanzkrise. In: Südosteuropa. Jahrgang 60, Heft 3, 2013.
- Multi-denominational interaction in the Ottoman Balkans from a legal point of view: the institution of kiambin-marriages. In: Eliezer Papo, Nenad Makuljević (Hrsg.): El Prezente. (= Studies in Sephardic Culture. vol. 7; Menorah. Collection of Papers. vol. 3; Common Culture and Particular Identities: Christians, Jews and Muslims in the Ottoman Balkans). Beer-Sheva 2013.
- Kulturtransfer und europäische Identität. Zur Bedeutung des Griechischen im vornationalen Südosteuropa, in: Christian Voss, Wolfgang Dahmen (Hrsg.), Babel Balkan? Politische und soziokulturelle Kontexte von Sprache in Südosteuropa. Südosteuropa-Jahrbuch Bd. 40, München u. a. 2014, S. 19–28.
- Vampirglaube und Orthodoxe Kirche im osmanischen Südosteuropa. In: Andreas Helmedach, Markus Koller u. a. (Hrsg.): Das osmanische Europa. Methoden und Perspektiven der Frühneuzeitforschung zu Südosteuropa. Eudora, Leipzig 2014.
- The Historical Background of the Cyprus Problem – Just a Conflict of Ethnic Nationalism?, in:  Austrian Review of International and European Law 19/2014, S. 13–27.
- Griechenland als „Orient im Okzident“. Zum ideengeschichtlichen Hintergrund eines Stereotyps, in: Südosteuropa Mitteilungen 4/2018. S. 72–87.
- Verpasste Chancen? Die Pontusgriechen 1918–1922 / Missed opportunities? The Pontic Greeks between 1918 and 1922, in: Europäisches Journal für Minderheitenfragen 13/2019, Bd. 3–4, S. 179–194.